# Human (cântec de The Killers)
Human este al paisprezecelea single al trupei de rock alternativ The Killers, și primul single de pe al treilea album de studio, Day & Age. A fost lansat pe YouTube pe data de 21 septembrie 2008, cu o zi înainte ca trupa să-l interpreteze pentru prima dată la BBC Radio 1. Data oficială a lansării este 22 septembrie 2008; pe 30 septembrie 2008 a avut loc și o lansare digitală. A devenit cel de-al treilea cântec al formației care a intrat în top 5 în UK Singles Chart (unde a atins locul 3). O premieră a reprezentat-o clasarea pe locul 2 în Olanda. A fost votat cel mai bun cântec al anului 2008 de către cititorii revistei Rolling Stone.
Melodia a primit critici favorabile, însă nu a fost scutită de ironii. Entertainment Weekly a denumit versul Are we human, or are we dancer? drept cel mai stupid vers al săptămânii, adăugând „cei mai mulți dansatori sunt oameni”, în vreme ce Rolling Stone a preferat să o clasifice în categoria „nonsensului clasic de tip The Killers”.
Brandon Flowers a descris melodia într-un interviu cu revista Rolling Stone în felul următor: „Johnny Cash îi întâlnește pe Pet Shop Boys”. Flowers a adăugat că melodia a fost creată împreună cu Stuart Price în timpul muncii la compilația Sawdust, modificările făcute ulterior pe linia melodică fiind nesemnificative. El a mărturisit că melodia nu a fost inclusă pe Sawdust „fiindcă era prea bună”.
A existat o confuzie lirică cu privire la versul din refren Are we human, or are we dancer?, care a declanșat multe dezbateri, deoarece nu se înțelegea clar dacă cuvântul din final este dancer sau denser - ceea ce ducea și la interpretări diferite ale melodiei. Brandon Flowers a risipit confuzia declarând că varianta corectă este dancer, versul fiind inspirat dintr-un comentariu făcut de jurnalistul Hunter S. Thompson despre cum America a crescut o generație de dansatori. Flowers a precizat în interviul pentru Rolling Stone că se simte iritat de confuzia asupra versului.
Coperta single-ului îl reprezintă pe chitaristul Dave Keuning, și este unul dintre cele patru portrete efectuate de Paul Normansell pentru albumul Day & Age.

## Lista melodiilor

### iTunes
1. „Human” – 4:05

### Single
1. „Human” – 5:03
2. „A Crippling Blow” – 3:37

### CD Promo
1. „Human (Radio Edit)” – 4:05
2. „Human (Ferry Corsten Radio Edit)” – 4:27
3. „Human (Armin van Buuren Radio Edit)” – 3:48
4. „Human (Stuart Price Club Mix)” – 8:03
5. „Human (Morel's Pink Noise Mix)” - 8:11
6. „Human (Ferry Corsten Club Mix)” – 6:55
7. „Human (Armin Van Buuren Club Mix)” – 8:12

### 7" - single pe vinil (Picture Disc, #/5000)
1. „Human” – 4:09
2. „A Crippling Blow” – 3:37

### 7" - single pe vinil (White vinyl, cardboard cover. Promo)
1. „Human” – 4:09
2. „A Crippling Blow” – 3:37

### 12" - single pe vinil (Picture Disc)
1. „Human” – 4:09
2. „A Crippling Blow” – 3:37

## Despre videoclip
Videoclipul piesei „Human” este regizat de Daniel Drysdale și a fost lansat la mijlocul lunii octombrie 2008. Formația este arătată interpretând cântecul în Goblin Valley State Park, Utah. În videoclip apar portretele membrilor trupei așa cum au fost ele desenate de Paul Normansell - există chiar un cadru în care membrii formației țin portretele pe fețe. Pe parcursul videoclipului sunt arătate și diverse animale (un tigru alb, un vultur și o puma). La sfârșit, trupa este arătată privind apusul soarelui în deșert, imagine care se transformă în coperta albumului Day & Age (desenată de același Paul Normansell).

## Poziții în topuri
- 1 (Norvegia)
- 2 (Olanda)
- 3 (US Hot Dance Club Play, UK Singles Chart)
- 4 (Germania, Irlanda, Suedia)
- 6 (US Modern Rock)
- 7 (Elveția)
- 8 (Italia)
- 17 (Noua Zeelandă)